# Marias Pass

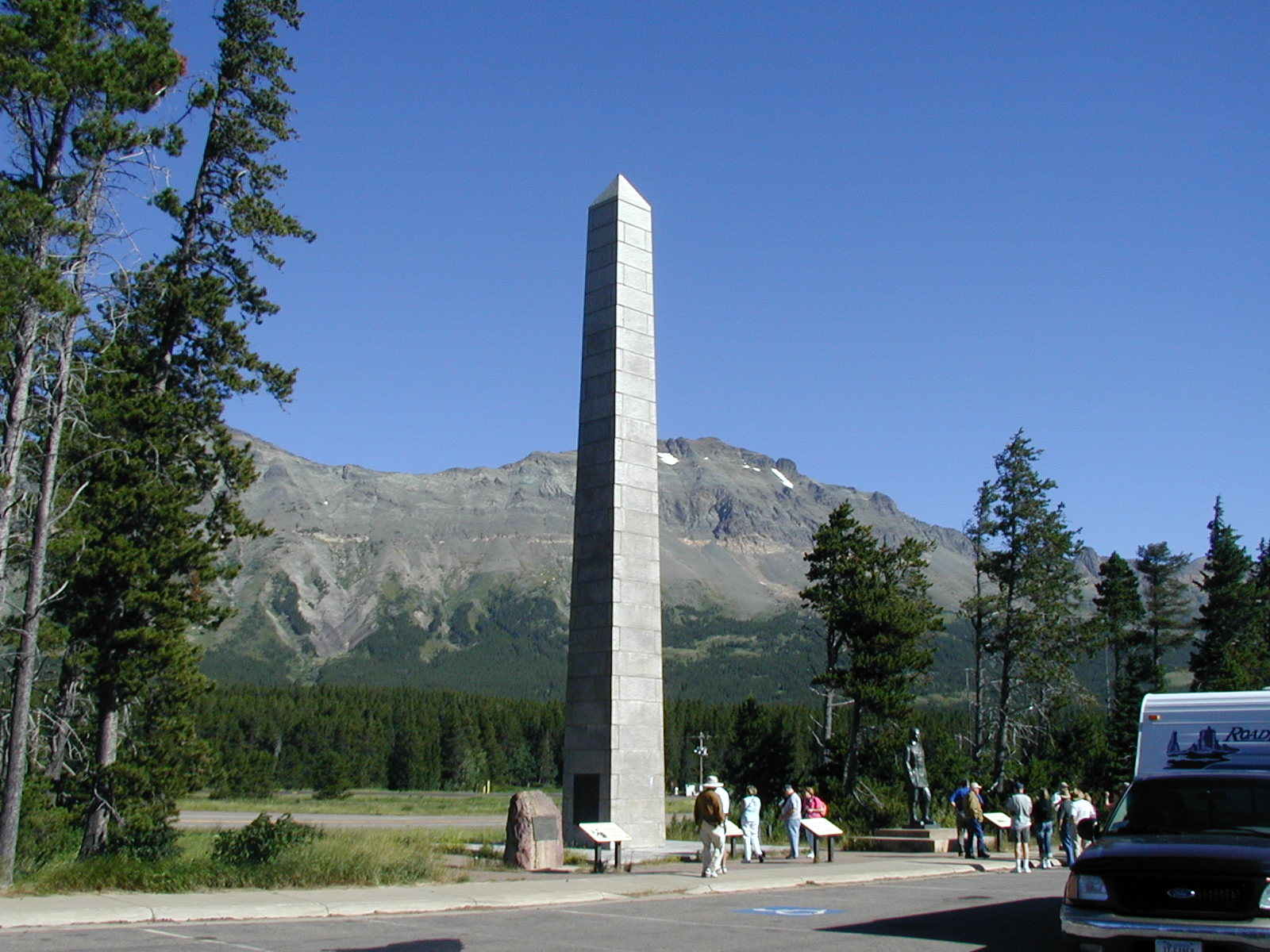
Obelisco en el paso Marias y estatua de John F. Stevens.

El paso Marias (Marias Pass) es un puerto de montaña situado en el Parque nacional de los Glaciares, al noroeste de Montana, Estados Unidos. El puerto tiene una altitud de 1.588 m y se encuentra sobre la Divisoria continental de las Américas, dentro de la cadena montañosa Lewis. El puerto sirve como punto de división entre las Montañas Rocosas estadounidenses y las Rocosas canadienses, también llamadas Rocosas del Norte, que se sitúan en la provincia Columbia Británica.